# یواس‌اس هرشاف شماره ۳۲۲ (اس‌پی-۲۳۷۳)
یواس‌اس هرشاف شماره ۳۲۲ (اس‌پی-۲۳۷۳) (به انگلیسی: USS Herreshoff No. 322 (SP-2373)) یک کشتی بود که طول آن ۸۳ فوت ۴ اینچ (۲۵٫۴۰ متر) بود. این کشتی در سال ۱۹۱۷ ساخته شد.